# E Ola Ke Alii Ke Akua
E Ola Ke Aliʻi Ke Akua, tradotta come God Save the King, è uno dei quattro inni nazionali delle Hawaii, è stato composto nel 1860 da Lunalilo, che fu pagato con 10 dollari.

## E Ola Ke Aliʻi Ke Akua
| Ke Akua Mana Mau       | Eternal, mighty God             | Dio eterno e potente                  |
| Hoʻomaikaʻi, pōmaikaʻi | Bless us from your bright abode | Benedicici dalla tua luminosa dimora  |
| I ka mōʻī              | Our sovereign king              | Il nostro re sovrano                  |
| Kou lima mana mau      | May your all powerful arm       | Possa il tuo braccio onnipotente      |
| Mālama kiaʻi mai       | Ward from our sire all harm     | Proteggi dal nostro signore ogni male |
| Ko mākou nei mōʻī      | Let no vile foe alarm           | Nessun vile nemico si allarma         |
| Ē ola ē                | Long may he reign               | Possa regnare a lungo                 |
|                        |                                 |                                       |
| Ka inoa kamahaʻo       | Royal distinguished name        |                                       |
| Lei nani o mākou       | Our beauteous diadem            |                                       |
| Ē ola ē \|             | Long life be yours              |                                       |
| Kou ʻēheu uhi mai      | Thy wing spread over our land   |                                       |
| Pale nā ʻino e         | From every foe defend           |                                       |
| Kā mākou pule no       | To you our prayers ascend       |                                       |
| Ē ola ē                | Long live our king              |                                       |
| \|                     |                                 |                                       |
| I mua ou mākou         | Before Thee                     |                                       |
| Ke aliʻi o nā Aliʻi    | King of Kings                   |                                       |
| E aloha mai            | Of Whom all nature sings        |                                       |
| E mau ke ea ē          | Our prayer we bring             |                                       |
| ʻO ke aupuni nei       | Oh let our kingdom live         |                                       |
| E ola mau mākou        | Life, peace and union give      |                                       |
| Me ka mōʻī             | Let all Thy care receive        |                                       |
|                        | Bless Thou our king             |                                       |